# Prurigo attinica
La prurigo attinica è una forma di fotodermatite.

## Epidemiologia
È una patologia comune negli amerindi dove ha una prevalenza che può arrivare a 10% in alcune zone delle Ande mentre è rara in Europa. Se l'esordio, come nella maggior parte dei casi, avviene in età infantile tende ad avere una prognosi a lungo termine migliore. Presenta una componente ereditaria ed è associata ad HLA-A24 e HLA-DRB1*0407.

## Patogenesi
Si ritiene sia una reazione da ipersensibilità di tipo ritardato determinata da uno o più fotoallergeni non identificati. La patologia è scatenata dall'esposizione a UVA o UVB. Dati i simili meccanismi patogenetici, secondo alcuni studiosi si tratta di una forma persistente di dermatite polimorfa solare in pazienti geneticamente prediposti.

## Istologia
Nella fase iniziale si riscontra un infiltrato infiammatorio nel derma in sede perivascolare. Nella fase tardiva si riscontrano acantosi, ulcere e fibrosi.

## Clinica
L'esordio avviene di solito nell'infanzia con la comparsa di papule rosa o rossastre intensamente pruriginose, escoriate quindi crostose e soggette a fissurazione. Le papule possono confluire formando placche ma si possono riscontrare anche lesioni nodulari o vescicolari. Le lesioni guariscono con chiazze ipopigmentate o iperpigmentate post-infiammatorie ma le sovrainfezioni stafilococciche e streptococciche possono determinare esiti cicatriziali. Le sedi più colpite sono palpebre, naso, zigomi, labbra, collo, regione presternale, avambracci e gambe. Il rash si associa spesso a blefarite, congiuntivite e cheilite.

## Diagnosi
La diagnosi si fonda principalmente sull'anamnesi e sull'esame obiettivo del paziente. 
I test di provocazione con luce monocromatica mostrano una marcata fotosensibilità ad UVA e UVB.
Nei pazienti in cui si sospettano lupus eritematoso sistemico, malattia di Sjögren, porfirie o altre patologie scatenate o aggravate dall'esposizione solare vanno valutati gli ANA, ENA e porfobilinogeno urinario.
Il ricorso alla biopsia cutanea deve essere limitato alle presentazioni più atipiche in cui la diagnosi differenziale è particolarmente difficoltosa.

## Terapia
La terapia si basa sulla prevenzione che consiste nell'evitare l'esposizione solare prolungate nelle fasce orarie a maggiore irradiazione. In caso di esposizione solare è consigliato l'utilizzo frequente ed esteso a tutte la superficie cutanea esposta di creme solari ad alto fattore di protezione (50 o più) e possibilmente tessuti anti-UV. Il trattamento dell'eritema si basa su corticosteroidi topici di potenza commisurata alla sede da trattare.
Nei casi refrattari è possibile utilizzare la talidomide o l'azatioprina.

## Prognosi
In buona parte dei casi si risolve spontaneamente nell'adolescenza o nella prima età adulta ma talvolta può persistere per tutta la vita.